# .wiki
.wiki е домейн от първо ниво. Предложен е в новата програма за домейни от първо ниво на ICANN и е на разположение от 26 май 2014 г. Той е предвиден за използване за уики уебсайтове, но няма ограничение за какво може да се ползва.

## История
През юни 2012 г. TLD подаде заявление до ICANN за .wiki gTLD. На 7 ноември 2013 г. ICANN и TLD сключиха споразумение за регистрация, което официално позволи на компанията да функционира като регистър за .wiki.
След придобиването, Рай Кинг, главен изпълнителен директор на TLD, заяви, че „много хора от индустрията на домейна ми казват, че .wiki е техният тъмен кон за успешен TLD“, защото „.wiki“ описва формата на сайта. „Така че, когато отида на craftbeer.wiki, мога да очаквам един жив сайт със страстни хора, обсъждащи всички неща, свързани с пивоварната бира. Това не е случаят с craftbeer.com или craftbeer.guru, където има достъп до магазин, Блог, туристически пътеводител за пивоварни или всякакви други неща.“.
През януари 2014 г. wiki е наречен един от „Топ 10 gTLD за гледане през 2014 г.“ от ClickZ за това, че притежава „потенциал за осигуряване на големи сигурни и споделени работни пространства за големи и малки компании“.
Приложението е делегирано на коренната зона DNS на 19 февруари 2014 г. До средата на март TLD е подписал споразумения с повече от 120 регистратори на имена на домейни за дребни .wiki имена.
През май 2014 г. е обявено, че Фондация Уикимедия, организацията с нестопанска цел, известна предимно за хостинга Уикипедия, ще използва „w.wiki“ като URL shortener. Фондацията подкрепи и предложението на TLD за процеса на оценяване на услугите на регистъра на ICANN, за да деблокира 179 двубуквени струни, представляващи езикови кодове (всички двусъдържателни струни са блокирани съгласно стандартното споразумение за регистрация на ICANN).
Регистрациите на домейна .wiki бяха достъпни само за притежатели на запазени марки до 5 май; Те станаха достъпни за широката общественост на 26 май 2014 г. Според Domain Name Wire, повече от 3000 домейна .wiki са регистрирани на първия ден от общата наличност.
Като част от старта на gTLD, TLD и YouGov издадоха доклад, който заключи, че почти половината от потребителите в Обединеното кралство и Съединените щати имат „малко или никаква възможност“ да си сътрудничат с любимите си марки онлайн и предпочитат марки, които правят онлайн сътрудничество Достъпни за тях. Допълнителни петнадесет процента от потребителите в Обединеното кралство пожелаха да могат да си сътрудничат с любимите си марки за бъдещи продукти. Накрая, в доклада се казва, че близо една четвърт от потребителите в Обединеното кралство и САЩ искат от компаниите да търсят идеите си за бъдещи продукти и ще допринесат за марковата уики „ако те могат да имат значение за една организация, марка, услуга или общност, за която се чувстват страстно“, Той каза за заключенията на проучването:
| „ | Потребителите и фирмите отдавна признават силата и потенциала на интернет да подобри продуктите и услугите, предлагани от бизнеса, създавайки по-добър двупосочен диалог между клиентите и техните любими марки. В действителност това изследване показва, че повечето потребители се чувстват Че все още не съществува възможност да си сътрудничим с повечето компании, които харесват | “ |

През юли 2015 г. wiki е включен в списъка на „Топ 20 най-добри нови gTLD базирани на качеството“, базиран на данни, събрани от повече от 20 000 разработени уеб сайта на нови gTLD домейни, като част от новия gTLD SEO Power Ranking Index

## Предназначение
В приложението си през 2012 г. Top Level Design заяви, че целта на домейна от първо ниво .wiki ще бъде „да създаде определено интернет пространство за wiki. Това [gTLD] ясно ще идентифицира уикита сред милионите други уебсайтове, населяващи интернет И позволяват на потребителите на интернет лесно да намират уикита, съответстваща на интересите им. Уеб сайтовете на .wiki са растящ феномен в Интернет и иновативен, лесен за използване метод за създаване на и представяне на информация от тип пеер-производство. Те са обикновено отворени и редактируеми и често Освен това индивидуалните уикита и платформата на Уикита са в непрекъснат поток по същия начин, по който Интернет се изпълнява като цяло. Уикис, както и по-широкият Интернет, са хранилища на информация, която зависи от всеки отделен потребител, за да създаде Ценности, които са срещи и революционни начини за споделяне на идеи и знания и те ще бъдат разширени чрез прилагането на новата Програма gTLD на ICANN, както и спецификацията .wiki [gTLD] ifically. Вярваме, че .wiki [gTLD] е интуитивно и необходимо допълнение към събирането на нови gTLD, които да бъдат добавени в резултат на новата програма gTLD.“.